# Lepidochrysops brabo
Lepidochrysops brabo är en fjärilsart som beskrevs av Gustaaf Hulstaert 1924. Lepidochrysops brabo ingår i släktet Lepidochrysops och familjen juvelvingar. Inga underarter finns listade i Catalogue of Life.